# 巴涅拉福斯
巴涅拉福斯（法語：Bagneux-la-Fosse，法語發音：[baɲø la fos]）是法国奥布省的一个市镇，位于该省南部，属于特鲁瓦区。

## 地理
巴涅拉福斯（47°59'33"N, 4°17'52"E）面积22.93 平方千米，位于法国大東部大區奥布省，该省份为法国中北部省份，北起马恩省，西接塞纳-马恩省，西南至约讷省，东南至科多尔省，东临上马恩省。
与巴涅拉福斯接壤的市镇（或旧市镇、城区）包括：阿维雷-兰热、巴尔诺拉格朗日、布拉日洛涅-博瓦尔、帕尔格、莱里塞。

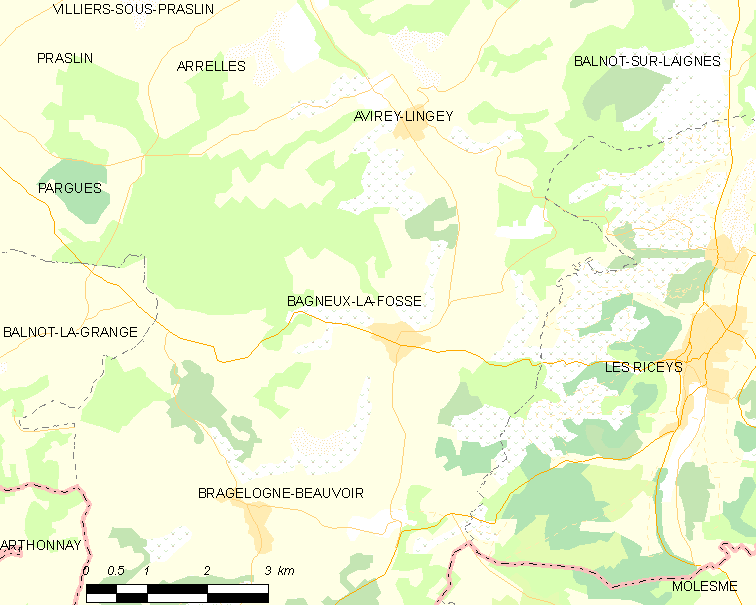
巴涅拉福斯的OSM定位图

巴涅拉福斯的时区为UTC+01:00、UTC+02:00（夏令时）。

## 行政
巴涅拉福斯的邮政编码为10340，INSEE市镇编码为10025。

## 政治
巴涅拉福斯所属的省级选区为莱里塞县。

## 人口

1962-2008年间巴涅拉福斯人口变化图示

巴涅拉福斯于2022年1月1日时的人口数量为177人。